# Dùn
Dùn (schottisch-gälisch für „Befestigung“) ist eine schottische Insel im Nordatlantik. Sie ist, abgesehen von einigen Klippen, die kleinste Insel der Inselgruppe St. Kilda. Von der Hauptinsel Hirta ist Dùn nur durch einen schmalen Kanal getrennt. Dùn ist für Hirta insofern wichtig, als die langgestreckte Insel den einzigen geeigneten Ankerplatz Hirtas, die Village Bay, nach Südwesten hin abschirmt und so gewissermaßen als Wellenbrecher auftritt. Die Insel ist, wie die gesamte St.-Kilda-Inselgruppe, unbewohnt.
Auf Dùn befindet sich eine bedeutende Kolonie von Papageitauchern.

## Etymologie
Ein Dun (im Irischen dún, kelt. *dunon; im Schottisch-Gälischen dùn, Walisisch din davon abgeleitet dinas („Stadt“), anglisiert auch Doon oder Down, jeweils mit der Bedeutung „Befestigung“) ist zumeist eine runde bronze- oder eisenzeitliche Anlage aus Trockenmauerwerk mit oft um die 20 m Durchmesser (Loher Fort), die in Westirland häufig und in Schottland als „Atlantic Roundhouse“ bekannt ist.

## Weblinks

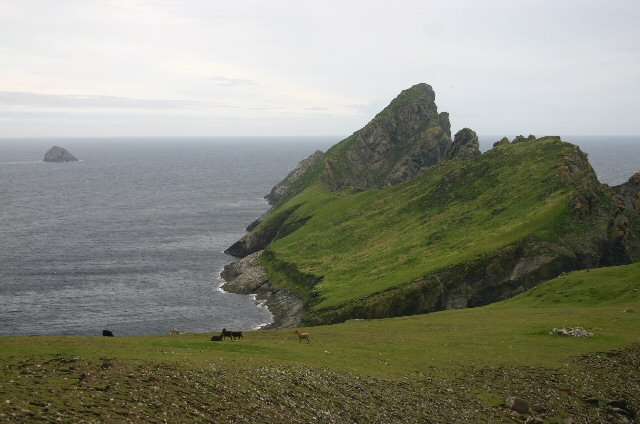
Dùn vom Ruabhal aus gesehen